# Juvenilni idiopatični artritis
Juvenilni idiopatični artritis (JIA), tudi juvenilni revmatoidni artritis, je kronični artritis pri otrocih, ki se začne pred šestnajstim letom in se pojavlja v več oblikah (npr. sistemski, poliartikularni, oligoartikularni). Gre za najpogostejšo kronično revmatično bolezen pri otrocih in mladostnikih, ki prizadene približno 1 otroka na 1000.
Za postavitev diagnoze morajo znaki in simptomi pri otroku, mlajšem od 16 let, trajati več kot 6 tednov, izključiti pa je treba druge vzroke artritisa. Sklepno vnetje se kaže s sklepno bolečino, okorelostjo in oteklino, ki traja vsaj 6 tednov. Diagnoza temelji na klinični sliki in laboratorijskih preiskavah, pogosto pa so potrebne tudi slikovne preiskave. Vzrok juvenilnega idiopatičnega artritis ni pojasnjen.
Prognoza otrok z juvenilnim idiopatičnim artritisom se je v zadnjih desetletjih močno izboljšala, zlasti zaradi agresivnejših strategij zdravljenja in uvedbe bioloških zdravil. Cilj zdravljenja je otrokovo normalno telesno in psihosocialno delovanje, kar je pri številnih bolnikih možno doseči. Uporabljajo se protibolečinska in protivnetna zdravila. Pomembna sta tudi fizioterapija in rehabilitacija, pri bolnikih s težkimi deformacijami, ki so posledica trajne okvare sklepa, pride v poštev tudi operativni poseg.

## Znaki in simptomi
Glavni klinični znak juvenilnega idiopatičnega artritisa je vztrajno vnetje enega ali več sklepov (artritis). Prizadet je lahko katerikoli sklep, najpogosteje pa vnetje prizadene večje sklepe, kot sta koleno in gleženj. Artritis se kaže z oteklim, bolečim in toplejšim sklepom, omejeno gibljivostjo ali izlivom v sklep ter posledično izgubo funkcije z jutranjo okorelostjo. Bolečina v sklepu je sicer pomemben simptom, vendar nekateri otroci bolečin nimajo ali pa so zelo blage.  Pri slednjih je lahko prvi simptom šele na primer šepanje, zlasti zjutraj.

### Zunajsklepni simptomi
Pri bolnikih z juvenilnim idiopatičnim artritisom so lahko prizadete oči, zlasti uveitis v obliki iridociklitisa (vnetje šarenice in ciliarnika), ki prizadene okoli enega od šestih otrok z JIA. Oči so pogosteje prizadete pri dekletih, bolnikih s prizadetostjo le nekaj sklepov ter pri tistih, ki so pozitivni na protitelesa ANA.
Pojavijo se lahko tudi sistemski simptomi, kot so vročina, izpuščaj, povečane bezgavke, povečanje jeter in vranice, serozitis in slabokrvnost.

### Zapleti
JIA je kronična bolezen, ki lahko vodi do hudih zapletov, če ni ustrezno zdravljena. S sodobnimi oblikami zdravljenja in rednim spremljanjem bolnikov je tveganje za zaplete manjše, izidi zdravljenja pa boljši. Če vnetje sklepov ni ustrezno zdravljeno, lahko pride do poškodb hrustanca in kostnine v sklepu, vendar je ta zaplet zaradi sodobnih oblik zdravljenja manj pogost.
Pri otrocih z JIA je lahko zavrta rast, zlasti če vnetje prizadene številne sklepe in druge organe. To je lahko posledica kombinacije same bolezni in zdravil, zlasti kortikosteroidov. Po drugi strani je lahko v določenem obdobju rast okončin s prizadetimi večjimi sklepi, kot je koleno, in so lahko okončine ralično dolge (na primer ena roka je lahko daljša od druge). To je posledica večje prekrvljenosti rastne cone kosti, ki je v bližini vnetega sklepa. Zaradi vnetja, uporabe kortikosteroidov in zmanjšane telesne dejavnosti lahko pride do zmanjšanja kostne kostote.
Nezdravljeni uveitis lahko povzroči brazgotinjenje, povišan očesni tlak (glavkom), sivo mreno in celo slepoto. Redno spremljanje oči omogoča hitro prepoznavo morebitnih težav in njihovo zdravljenje. Za zdravljenje vnetja sprednjega dela uvee se običajno kot zdravilo izbora uporabljajo kapljice s kortikosteroidi, lahko pa so potrebna tudi druga zdravila, ki se sicer uporabljajo tudi za zdravljenje samega artritisa (metotreksat, biološka zdravila proti artritisu ...). Dolgotrajna uporaba kortikosteroidov lahko po drugi strani tudi poveča tveganje za nastanek sive mrene.

## Vzroki
Gre za avtoimunsko bolezen, vendar vzrok ni pojasnjen. Bolnikov imunski sistem napada lastne celice, zlasti v sklepih, kar naj bi povzročila kombinacija okolijskih in genskih dejavnikov. Prepoznanih je več mutacij v genih, ki bi lahko bile povezane s pojavom JIA, lahko pa so pomembne tudi motnje v izražanju posameznih genov. Bolezen je pogostejša pri ženskem spolu in pri belcih.
Nepojasnenost vzroka nakazuje že samo poimenovanje bolezni (idiopatičen pomeni tak, ki nastane zaradi neznanega vzroka). Na tem področju potekajo številne raziskave. Trenutna domneva glede nastanka juvenilnega idiopatičnega artritisa temelji na genetski dovzetnosti, ki se izrazi zaradi okolijskih dejavnikov.

## Razvrščanje
Glede na veljavno razvrstitev Mednarodne lige združenj za revmatologijo (ILAR) poznamo sedem podvrst juvenilnega idiopatičnega artritisa, in sicer glede na izražanje bolezni v prvih šestih mesecih:
|                                   | Oligoartikularni                                                                    | Poliartikularni (RF-negativni)                                  | Poliartikularni (RF-pozitivni)                         | Sistemski                                                                 | Psoriatrični                                                                                                   | Artritis z entezitisom                                                      | Nediferencirani |
| --------------------------------- | ----------------------------------------------------------------------------------- | --------------------------------------------------------------- | ------------------------------------------------------ | ------------------------------------------------------------------------- | --- | --------------------------------------------------------------------------- | --------------- |
| Delež                             | 40–50                                                                               | 20–25                                                           | 5                                                      | 5–10                                                                      | 5–10 | 5–10                                                                        | 10              |
| Spol (Ž:M)                        | 4:1                                                                                 | 4:1                                                             | 9:1                                                    | 1:1                                                                       | 3:2 | 1:9                                                                         |                 |
| Tipična starost nastopa (v letih) | 2–12 (največ 2–3)                                                                   | 2–12 (največ 2–3)                                               | adolescenca                                            | katerakoli                                                                | srednje otroštvo                                                                                               | adolescenca                                                                 |                 |
| Značilna prizadetost sklepov      | asimetrična prizadetost; pogosto veliki sklepi (koleno, gleženj, komolec, zapestje) | pogosto asimetrična prizadetost; številni mali in veliki sklepi | simetrična prizadetost; številni mali in veliki sklepi | simetrična prizadetost; številni mali in veliki sklepi                    | asimetrična prizadetost; mali in veliki sklepi, vključno s kolki in zlasti distalnimi interfalangealni sklepi; | asimetrična prizadetost; veliki sklepi, prizadetost hrbtenice               |                 |
| Zunajsklepna prizadetost          | uveitis pri 20 %                                                                    | neboleč uveitis (zlasti pri ANA-pozitivnih)                     | revmatoidni vozliči                                    | vročina, izpuščaj, limfadenopatija, povečanje vranice in jeter, serozitis | luskavica, prizadetost nohtov, daktilitis, uveitis pri 10 %, entezitis                                         | simptomatski uveitis pri 20 %, entezitis, vnetna črevesna bolezen, aortitis |                 |

## Zdravljenje
Bolezen se zdravi stopenjsko, pri čemer mora biti začetno zdravljenje dovolj agresivno, da se doseže hiter in ustrezen nadzor nad vnetnim dogajanjem, ob čim bolj omejenimi neželenimi učinki. Cilj zdravljenja je otrokovo normalno telesno in psihosocialno delovanje, kar je pri številnih bolnikih možno doseči. Uporabljajo se protibolečinska in protivnetna zdravila. Pomembna sta tudi fizioterapija in rehabilitacija, pri bolnikih s težkimi deformacijami, ki so posledica trajne okvare sklepa, pride v poštev tudi operativni poseg.
Danes je na voljo več načinov tarčnega zdravljenja z različnimi kombinacijami temeljnih in bioloških zdravil za doseganje remisije bolezni. Med temeljnimi zdravili se najpogosteje uporablja metotreksat. Biološka zdravila, ki se uporabljajo pri zdravljenju JIA, so zaviralci TNF-α, zaviralci IL-1 in zaviralci IL-6.